# Summer Altice
Summer Altice, född 23 december 1979 i Fountain Valley, Kalifornien i USA, är en amerikansk modell och skådespelerska.  Summer Altice är mest känd för sitt arbete som Playboy Playmate of the Month, där hon blev utvald för augusti 2000. Utöver sitt arbete inom modellbranschen har hon också medverkat i olika filmer och TV-program.

## Karriär
Altice har framträtt på omslagen för kända tidningar som GQ, Maxim och Max. År 2002 rankades hon som nummer 100 bland 102 Sexigaste Kvinnorna I Världen. Hon är även känd som Playboy Playmate of the Month för augusti 2000.
Inom filmbranschen har Altice medverkat i flera filmer, inklusive The Scorpion King och Grind. Hennes skådespelarkarriär inkluderar även en roll i Showtime-programmet ChromiumBlue.com.
Förutom sina framgångar som modell och skådespelerska har Summer Altice fortsatt att vara aktiv inom underhållningsbranschen, och hon har även utforskat rollen som professionell DJ på olika nattklubbar i Los Angeles.